# 陶恩山区圣约翰
陶恩山区圣约翰是奥地利施蒂利亚州尤登堡县的一个市镇。总面积84.77平方公里，总人口528人，人口密度6.2人/平方公里（2005年）。